# JV De Pinte
JV De Pinte is een Belgische voetbalclub uit De Pinte. De club is aangesloten bij de KBVB met stamnummer 6025 en heeft rood en wit als kleuren. De Pinte treedt aan in de provinciale reeksen in Oost-Vlaanderen.

## Geschiedenis
Jong en Vlug De Pinte werd officieel opgericht op 24 augustus 1947 en was toen een feitelijke vereniging. Het toenmalige stamboeknummer bij de KBVB was 4764.
Er werd dan een tijd overgestapt naar een concurrerende voetbalbond, het K.V.S (Katholiek Vlaams Sportverbond), om op 26 juni 1957 terug lid te worden van de KBVB. Bij deze nieuwe aansluiting kreeg men stamnummer 6025 toegekend.
In het seizoen 1955/56 werd De Pinte kampioen in zijn reeks, met slechts 2 verliespunten, namelijk 2 gelijke spelen tegen SK Nevele.
Op 26 juni 1973 werd de club een vzw. In 1985 werd een statutenwijziging doorgevoerd, die nog als basis dient van de huidige vzw. 
JV De Pinte treedt in het seizoen 2017-2018 voor de eerste keer in haar geschiedenis aan in eerste provinciale. De eerste competitiematch vond plaats op 3 september 2017, 10 dagen na de 70ste verjaardag van de club.
In februari 2018 besliste de club enkel nog met eigen jeugd aan te treden en vrijwillig te zakken naar vierde provinciale in het seizoen 2018-2019.
Met die eigen jeugd slaagde JV er in om de promotie naar derde provinciale af te dwingen via de eindronde.

## Bekende ex-spelers
- Davy Cooreman (o.a. AA Gent, Cercle Brugge en Eendracht Aalst)
- Anders Nielsen (o.a. AA Gent en Antwerp FC)
- Kevin Van Geem (o.a. FCV Dender EH en AA Gent)
- Stefan Van Riel (o.a. Eendracht Aalst, RS Waasland en KSK Beveren, )